# 任昌
任昌（1920年—），男，山西兴县人，中华人民共和国政治人物，曾任西藏自治区政协副主席，第五届全国政协委员。